# Gran Premio motociclistico del Belgio 1970
Il Gran Premio motociclistico del Belgio fu il sesto appuntamento del motomondiale 1970.
Si svolse il 5 luglio 1970 sul Circuito di Spa-Francorchamps. Corsero tutte le classi meno la 350.
Fu questo il duecentesimo gran premio disputato dall'inaugurazione del motomondiale avvenuto in occasione del Tourist Trophy 1949; si può notare che, per quanto riguarda le classi presenti inizialmente, la classe 500 è stata quella disputata nel maggior numero di occasioni, 177, seguita dalla 250 con 176, dalla 125 con 170, dalla 350 con 156 e dai sidecar con 120. Per quanto riguarda la classe 50, è stata inaugurata solamente nel motomondiale 1962 ed è stata pertanto presente solo in 68 occasioni.
In 500, ennesima vittoria di Giacomo Agostini, che lasciò ad almeno tre minuti di distacco tutti gli inseguitori (tra cui si distinse il francese Christian Ravel, secondo). Con questa vittoria "Ago" vinse il suo quinto titolo consecutivo della mezzo litro.
In 250, terza vittoria stagionale per Rodney Gould davanti a Kelvin Carruthers, attardato da problemi di accensione dovuti alla pioggia.
Nella gara della 125, Ángel Nieto portò alla vittoria per la prima volta nella ottavo di litro la Derbi. Lo spagnolo ebbe minor fortuna in 50, dove fu secondo dietro alla Jamathi di Aalt Toersen.
Nei sidecar, prima vittoria nel Mondiale per Arsenius Butscher, dopo 13 stagioni di corse. Va notato anche il terzo posto dell'inglese Pip Harris, decano dei sidecaristi già a punti nel Motomondiale 1949.

## Classe 500
Furono 25 i piloti alla partenza e di questi 16 vennero classificati al traguardo.

### Arrivati al traguardo
| Pos. | Pilota           | Moto          | Tempo      | Punti |
| ---- | ---------------- | ------------- | ---------- | ----- |
| 1    | Giacomo Agostini | MV Agusta     | 1h 01' 31" | 15    |
| 2    | Christian Ravel  | Kawasaki      | +3' 05"    | 12    |
| 3    | Tommy Robb       | Seeley        | +3' 43"    | 10    |
| 4    | Karl Auer        | Matchless     | +3' 43"    | 8     |
| 5    | Lewis Young      | Honda         | +4' 12"    | 6     |
| 6    | Terry Dennehy    | Drixl-Honda   | +4' 23"    | 5     |
| 7    | Ernst Hiller     | Kawasaki      | +4' 33"    | 4     |
| 8    | Martti Pesonen   | Yamaha        | +4' 33"    | 3     |
| 9    | Ron Chandler     | Seeley        | +4' 39"    | 2     |
| 10   | Steve Ellis      | LinTo         | +2 giri    | 1     |
| 11   | Godfrey Nash     | Tickle-Norton |            |       |
| 12   | Dave Simmonds    | Kawasaki      |            |       |
| 13   | Eric Offenstadt  | Kawasaki      |            |       |
| 14   | Billy Andersson  | Crescent      |            |       |
| 15   | Serge Jamsin     | Norton        |            |       |
| 16   | Ginger Molloy    | Kawasaki      |            |       |

### Ritirati
| Pilota            | Moto      | Motivo ritiro |
| ----------------- | --------- | ------------- |
| Alberto Pagani    | LinTo     |               |
| Theo Louwes       | Kawasaki  |               |
| Gyula Marsovszky  | LinTo     |               |
| Percy Tait        | Triumph   |               |
| John Dodds        | LinTo     |               |
| Billie Nelson     | Paton     |               |
| František Šťastný | Jawa      |               |
| Jack Findlay      | Seeley    |               |
| Bosse Granath     | Husqvarna |               |

## Classe 250
14 piloti al traguardo.

### Arrivati al traguardo
| Pos | Pilota            | Moto    | Tempo     | Punti |
| --- | ----------------- | ------- | --------- | ----- |
| 1   | Rodney Gould      | Yamaha  | 39' 21" 4 | 15    |
| 2   | Kelvin Carruthers | Yamaha  | +15" 3    | 12    |
| 3   | Börje Jansson     | Yamaha  | +17" 4    | 10    |
| 4   | Jarno Saarinen    | Yamaha  | +18" 3    | 8     |
| 5   | Kent Andersson    | Yamaha  | +35" 5    | 6     |
| 6   | László Szabó      | MZ      | +37" 1    | 5     |
| 7   | Bosse Granath     | Yamaha  | +56" 3    | 4     |
| 8   | Chas Mortimer     | Yamaha  | +1' 35" 5 | 3     |
| 9   | Toni Gruber       | Yamaha  | +2' 32" 5 | 2     |
| 10  | Oronzo Memola     | Yamaha  | +2' 42"   | 1     |
| 11  | Billie Nelson     | Yamaha  | +3' 07" 9 |       |
| 12  | Ginger Molloy     | Bultaco | +3' 31" 1 |       |

## Classe 125
16 piloti al traguardo.

### Arrivati al traguardo
| Pos | Pilota              | Moto      | Tempo     | Punti |
| --- | ------------------- | --------- | --------- | ----- |
| 1   | Ángel Nieto         | Derbi     | 36' 23"   | 15    |
| 2   | Dave Simmonds       | Kawasaki  | +18" 2    | 12    |
| 3   | Börje Jansson       | Maico     | +50" 3    | 10    |
| 4   | Toni Gruber         | Maico     | +3' 15" 8 | 8     |
| 5   | Jean-Louis Pasquier | Bultaco   | +3' 21"   | 6     |
| 6   | Chas Mortimer       | Villa     |           | 5     |
| 7   | John Dodds          | Aermacchi |           | 4     |
| 8   | Ryszard Mankiewicz  | MZ        |           | 3     |
| 9   | Walter Scheimann    | Villa     |           | 2     |
| 10  | Walter Villa        | Villa     | +5' 26"   | 1     |

## Classe 50
21 piloti al traguardo.

### Arrivati al traguardo
| Pos | Pilota            | Moto       | Tempo     | Punti |
| --- | ----------------- | ---------- | --------- | ----- |
| 1   | Aalt Toersen      | Jamathi    | 23' 21" 3 | 15    |
| 2   | Ángel Nieto       | Derbi      | +6" 7     | 12    |
| 3   | Jos Schurgers     | Kreidler   | +27" 1    | 10    |
| 4   | Salvador Cañellas | Derbi      | +32" 6    | 8     |
| 5   | Martin Mijwaart   | Jamathi    | +57" 8    | 6     |
| 6   | Jan de Vries      | Kreidler   | +1' 05" 8 | 5     |
| 7   | Rudolf Kunz       | Kreidler   |           | 4     |
| 8   | Cees van Dongen   | Kreidler   |           | 3     |
| 9   | André Millard     | Kreidler   |           | 2     |
| 10  | Franco Ringhini   | Morbidelli |           | 1     |

## Classe sidecar
13 equipaggi al traguardo.

### Arrivati al traguardo
| Pos | Pilota                | Passeggero         | Moto | Tempo     | Punti |
| --- | --------------------- | ------------------ | ---- | --------- | ----- |
| 1   | Arsenius Butscher     | Josef Huber        | BMW  | 35' 49" 6 | 15    |
| 2   | Jean-Claude Castella  | Albert Castella    | BMW  | +10" 9    | 12    |
| 3   | Pip Harris            | Ray Lindsay        | BMW  | +12" 7    | 10    |
| 4   | Graham Milton         | John Thornton      | BMW  | +14" 2    | 8     |
| 5   | Tony Wakefield        | John Flaxman       | BMW  | +23" 1    | 6     |
| 6   | Siegfried Schauzu     | Peter Rutterford   | BMW  | +37" 5    | 5     |
| 7   | Heinz Luthringshauser | Hans-Jürgen Cusnik | BMW  | +1' 27" 8 | 4     |
| 8   | Chris Vincent         | Brian Haddrell     | BSA  | +2' 14" 1 | 3     |
| 9   | Hermann Binding       | Heinrich Kuchler   | BMW  | +2' 22" 6 | 2     |
| 10  | Herman Oosterloo      | Karel Hermans      | BMW  | +5' 09" 7 | 1     |